# Астрал. Спуск к дьяволу
«Астрал. Спуск к дьяволу» (англ. The Painted) — американский независимый фильм ужасов 2024 года режиссёра и сценариста Саши Сибли. Сюжет основан на его же 11-минутной короткометражной работе 2020 года с тем же названием.
Его мировая премьера состоялась 19 декабря 2024 года, а на следующий день фильм вышел в онлайн-кинотеатрах и в ограниченный национальный прокат. Премьера в России — 20 марта 2025 года.

## Сюжет
1960-е годы. Эвелин Эльстер (Палладино) неожиданно для себя получает в наследство от двоюродной сестры, с которой давно не общалась, старинное поместье. Она уверена, что её семья наконец-то получила то, в чём нуждалась. Однако же, они и не подозревают, что унаследовали не только богатство родственницы, но и семейное проклятие. Многие обитатели данного викторианского особняка покончили жизнь самоубийством, а сестра Эвелина незадолго до смерти пыталась провести некий таинственный ритуал. Теперь Эльстеры должны сделать всё возможное, чтобы не стать очередными жертвами проклятия.

## В ролях
- Алекса Палладино — Эвелин Эльстер
- Шон Бриджерс — Адам Эльстер
- Джейдон Кэл — Нельсон Эльстер
- Джессика Рут Белл — Дженис Эльстер
- Зара Кинг — Люси Эльстер
- Патрис Джонсон — Леонора
- Амадеус Серафини — Айвер Франко
- Кэролайн Скраггс — суккуб

## Производство
Основной съёмочный процесс стартовал 17 июля 2022 года. Съёмки фильма проходили в Лос-Анджелесе.

## Саундтрек[8]
- The Painted Main Titles	0:51
- The Curse	3:25
- Driving to the House	1:53
- Creepy Paintings	2:08
- No More Savings	3:06
- Right Behind Me	2:23
- Finding the Book	2:54
- The Boy	2:02
- Returning Home	2:51
- Boxes	3:33
- Burning the Paintings	2:51
- Can I Sleep Here Tonight	1:27
- Back at the Mansion	3:28
- Attacked	1:50
- Surrounded	2:11
- Fire and Ash	2:27
- I Saw Everything	3:14
- They Took Her	3:07
- We Summon Thee	6:51
- My Daughter’s Life	3:28
- Cassandra 3:25

## Восприятие
Британский совет по классификации фильмов не рекомендует фильм лицам младше 15 лет по причине элементов ужаса, членовредительства и умеренного обнажения.
Немецкий кинообозреватель и колумнист Bild Оливер Кубе отмечает: «Вам нравятся жуткая атмосфера? Вам не обязательно видеть на экране знакомые лица? Тогда The Painted создан для вас… Здесь нет настоящих звёзд, и в остальном это выглядит как фильм ужасов, снятый с довольно скромным бюджетом. Однако в фильме есть несколько действительно эффектных пугающих моментов, достойных внимания».
Михаил Парфёнов раскритиковал российского прокатчика фильма Exponenta Film за неудачное, по его мнению, локализованное название.